# 예산향교
예산향교(禮山鄕校)는 대한민국 충청남도 예산군 예산읍에 있는 조선시대의 향교이다. 1997년 12월 23일 충청남도의 기념물 제138호로 지정되었다.

## 개요
향교는 공자와 여러 성현께 제사를 지내고 지방민의 교육과 교화를 위해 나라에서 세운 교육기관이다.
예산향교는 조선 태종 13년(1413)에 처음 지었다고 전한다. 순조 9년(1809)에 크게 수리하였으며, 1975년과 1976년에 동재와 서재를 보수하였다. 지금 남아 있는 건물로는 대성전, 명륜당, 동재·서재 등이다.
제사 공간인 대성전은 앞면 3칸·옆면 3칸 규모로, 지붕은 옆면에서 볼 때 사람 인(人)자 모양인 맞배지붕이다. 지붕 처마를 받치기 위해 장식하여 만든 공포는 새 날개 모양인 익공 양식으로 꾸몄다. 안쪽에는 공자를 비롯하여 중국과 우리나라 성현의 위패를 모시고 있다. 학생들이 모여 공부하는 강당인 명륜당은 앞면 3칸·옆면 3칸 규모이며 지붕은 맞배지붕으로 꾸몄다.
조선시대에는 나라에서 토지와 노비·책 등을 지원받아 학생들을 가르쳤으나, 지금은 교육 기능은 없어지고 제사 기능만 남아 있다.

## 참고 자료
- 예산향교 - 국가유산청 국가유산포털